# Гейл, Патрик (писатель)
Па́трик Ге́йл (англ. Patrick Gale), полное имя Па́трик И́влин Хью́ Сэ́длер Ге́йл(англ. Patrick Evelyn Hugh Sadler Gale; род. 31 января 1962, Остров Уайт, Великобритания) — британский писатель и сценарист.

## Биография
Родился на острове Уайт 31 января 1962 года. Он был самым младшим из четырёх детей в семье начальника тюрьмы Кэмп-Хилл и домохозяйки. Большая часть его детства прошла рядом с тюрьмой. Главный герой самого успешного романа Гейла «Грубая музыка» (2000) также является сыном начальника тюрьмы. Согласно данным крупнейшей в мире библиографической базы, эта книга находится в фондах около семисот библиотек по всему миру.
В 1969 году отец писателя получил должность заместителя министра по тюрьмам, и семья переехала в Винчестер. Во время обучения в Винчестерском колледже пел в хоровой капелле. Незадолго до десятилетия Гейла от нервного срыва пострадал один из его братьев, а их мать еле выжила в серьезной аварии, получив необратимые повреждения головного мозга. После окончания университета получил место в Оксфордском университете.
Его дебютные два романа «Аэродинамика свинины» и «Лёгкость» были изданы в 1985 году. С 1988 года проживает в регионе Корнуолл, который является местом действия многих его романов. В дополнение к писательской деятельность, Гейл является соучредителем и художественным руководителем книжной ярмарки в Северном Корнуолле, которая проводится ежегодно в первую неделю октября в Сент-Энделлионе. Поддерживает фонд Чарльза Каусли, Пензанский литературный фестиваль и общество «Литературные произведения».
В 2017 году успешно дебютировал как сценарист, написав сценарий к мини-сериалу «Мужчина в оранжевой рубашке», который был снят Би-би-си и транслировался на Би-би-си 1 в рамках празднования пятидесятой годовщины декриминализации гомосексуализма в Великобритании. В двухсерийном сериале в главных ролях снялись Ванесса Редгрейв, Джулиан Моррис, Оливер Джексон-Коэн, Джоанна Вандерхем, Джеймс Макардл и Дэвид Гьяси. Сюжет сценария Гейл позаимствовал из истории своей семьи. Отец писателя был гомосексуалом, и его родители были несчастны в браке. Сам писатель является открытым гомосексуалом. С 2008 года он состоит в браке с Эйданом Хиксом.

## Сочинения
- «Аэродинамика свинины» (The Aerodynamics of Pork, 1985)
- «Лёгкость» (Ease, 1985)
- «Канзас в августе» (Kansas in August, 1987)
- «Лицом к танку» (Facing the Tank, 1988)
- «Маленькие кусочки младенца» (Little Bits of Baby, 1989)
- «Прибежище для кошек» (The Cat Sanctuary, 1990)
- «Жена Цезаря» (Caesar’s Wife, 1991)
- «Факты жизни» (The Facts of Life, 1996)
- «Опасные удовольствия» (Dangerous Pleasures, 1996)
- «Древесная хирургия для начинающих» (Tree Surgery for Beginners, 1999)
- «Грубая музыка» (Rough Music, 2000)
- «Сладкая тьма» (A Sweet Obscurity, 2003)
- «Дружественный огонь» (Friendly Fire, 2005)
- «Заметки с выставки» (Notes from an Exhibition, 2007)
- «Сквозь целый день» (The Whole Day Through, 2009)
- «Джентльменский смак» (Gentleman’s Relish, 2009)
- «Совершенно хороший человек» (A Perfectly Good Man, 2012)
- «Место, названное зимой» (A Place Called Winter, 2015)
- «Ничего не бери с собой» (Take Nothing With You, 2018)